# Victor Zuckerkandl
Victor Zuckerkandl (2 de julio de 1896, Viena - 5 de abril de 1965, Locarno) fue un musicólogo judío-austríaco. 

## Biografía
Obtuvo su doctorado en 1927 por la Universidad de Viena, trabajando por cuenta propia a lo largo de la década de los años 1920. Fue un crítico para los periódicos Berlineses desde 1927-1933 y enseñó teoría y cursos de apreciación en Viena desde 1934 hasta 1938. Emigró a los EE. UU. en 1940, enseñando en el Wellesley College hasta 1942, cuando aceptó un trabajo como maquinista en la guerra. De 1946-48 enseñó teoría en The New School en Nueva York e ingresó en la facultad del St. John's College, Annapolis, en 1948. Permaneció en St. John's enseñando música como parte de su Great Books Program, hasta su jubilación en 1964.
Sus explicaciones sobre teoría musical estuvieron fuertemente endeudadas por las teorías del musicólogo Heinrich Schenker, y su comprensión de la percepción musical debe mucho a la psicología de la Gestalt, así como a la fenomenología alemana. Zuckerkandl creía que la música era parte del "aspecto místico de la existencia humana", y trató de explicar su existencia en todas las culturas como un fenómeno universal. No fue muy conocido hasta que sus obras fueron redescubiertas por académicos en la década de 1990.

## Obras
- Prinzipien und Methoden der Instrumentation in Mozarts Werken (diss., U. of Vienna, 1927)
- Musikalische Gestaltung der grossen Opernpartien: jugendlich-dramatisches Fach (Berlín, 1932)
- Die Weltgemeinschaft der Juden (Zürich, 1938)
- Sound and Symbol, 1956
- The Sense of Music, 1959
- Vom musikalischen Denken (1964)
- Man the Musician, 1973